# 瓦茨拉夫·科扎克
瓦茨拉夫·科扎克（捷克語：Václav Kozák，1937年4月14日—2004年3月15日），捷克男子赛艇运动员。他曾代表捷克斯洛伐克参加1960年、1964年和1968年夏季奥林匹克运动会赛艇比赛，其中1960年奥运会获得一枚金牌。